# Uzbecka Wikipedia
Uzbecka Wikipedia – edycja Wikipedii tworzona w języku uzbeckim.
Liczbę 5000 artykułów uzbecka Wikipedia osiągnęła w dniu 21 sierpnia 2006 roku. Na dzień 13 kwietnia 2009 roku edycja ta liczyła 7179 artykułów. W rankingu wszystkich edycji językowych zajmowała 94. pozycję.